# 横山守
横山 守（よこやま まもる、1931年4月28日 - ）は、静岡県出身の元プロボクサー。元日本ミドル級チャンピオン。長身のアウトボクサー。国民拳所属。

## 経歴
樺太生まれ。1947年デビュー。軽快なフットワークとワンツーが武器のアウトボクサーで、羽後武夫、辰巳八郎ら強豪とグローブを交える。1952年1月3日、辰巳八郎の持つ日本ミドル級タイトルに挑むが7回KO負け。翌1953年7月1日、辰巳が東洋王座挑戦のため返上した王座を清川新太郎と争って判定勝ち、日本ミドル級チャンピオンとなる。
同年11月19日、清川を返り討ちにして初防衛を果たすが、翌1954年1月18日、東洋王座獲得に失敗し復帰してきた辰巳八郎に判定負け、王座を失う。
その後、辰巳の同王座に二度挑戦したが、いずれも失敗している。

## 通算戦績
68戦35勝（10KO）25敗3引分け5EX